# Spinett
Den här artikeln behandlar musikinstrumentet spinett. För servisen spinett, se Rörstrands Porslinsfabrik.

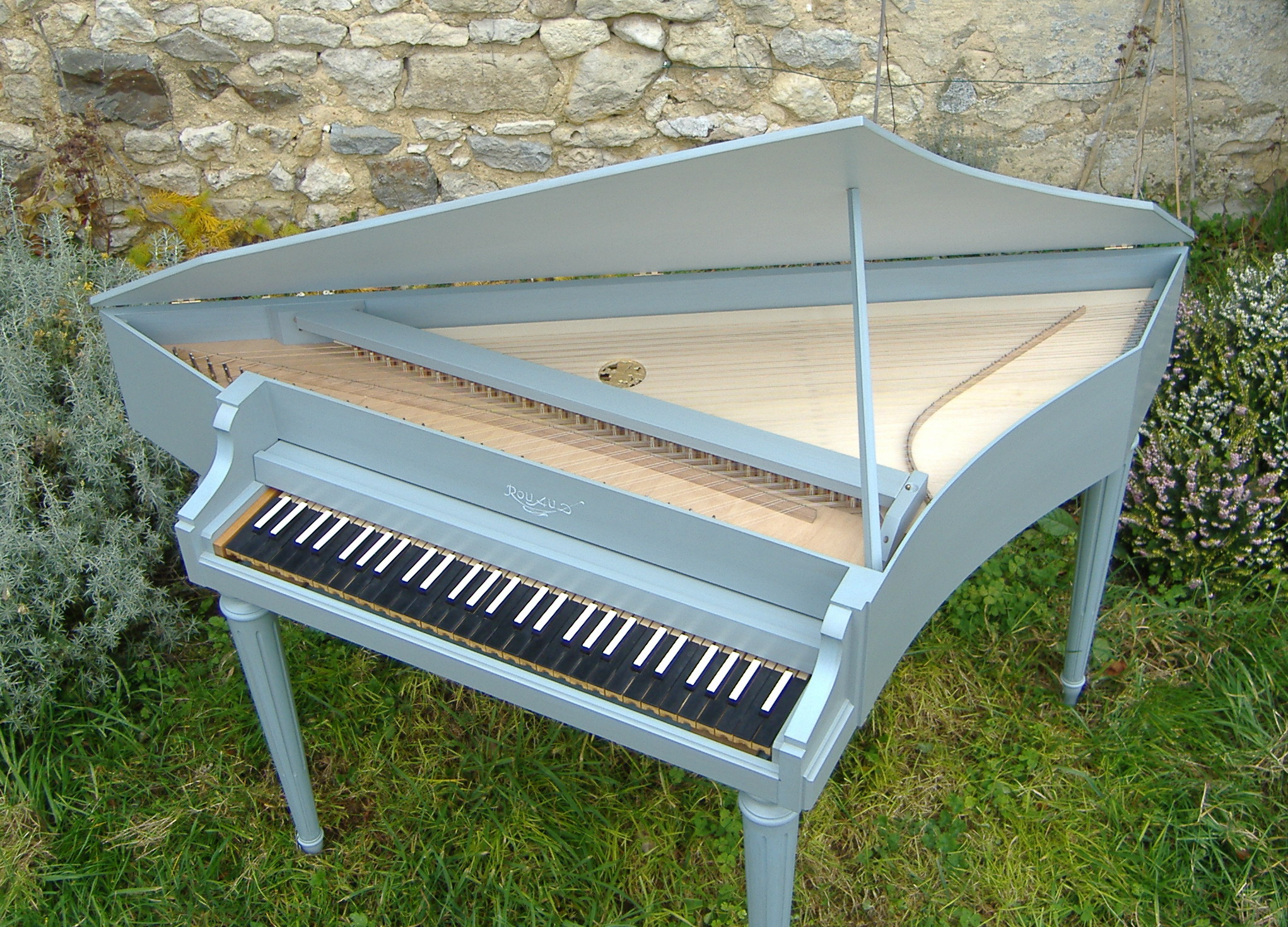
Bentsidespinett byggd av Clavecins Rouaud, Paris.

En spinett är ett lådformat enmanualigt klaverinstrument med klaviaturen placerat på resonanslådans långsida och med strängarna i spetsig vinkel mot klaviaturen vilket ger lådan dess vanligen ving- eller triangulära form. Det är nära släkt med virginalen, och båda delar tonbildningssätt med cembalon.
Spinetten var vanligt förekommande under 1500- och 1600-talen.
Spinetten, liksom cembalon, knäpper på strängarna till skillnad mot piano och flygel som slår på strängarna. Därför kan spinetten endast spelas med en och samma ljudstyrka. Eftersom spinetten, till skillnad mot exempelvis flygel, saknar stålram tappar den lätt i stämning och måste således ofta stämmas. Klaveret är dock kortare än hos en flygel och det är endast en sträng per ton vilket gör att det går ganska fort.